# WTA Elite Trophy 2015
Il WTA Elite Trophy 2015 è stato un torneo di tennis femminile facente parte del WTA Tour 2015. Si è giocato all'Hengqin International Tennis Center di Zhuhai, in Cina, dal 3 all'8 novembre 2015. È stata la prima edizione del torneo che ha preso il posto del WTA Tournament of Champions.

## Format del torneo
Il torneo singolare è composto da dodici giocatrici, di cui una wild card, divise in quattro gruppi con la formula del round robin. Vi partecipano le giocatrici che sono classificate dalla nona alla diciannovesima posizione del ranking. Le vincitrici di ogni gruppo avanzano alle semifinale, le cui vincitrici avanzano alla finale. Per il torneo di doppio le sei coppie vengono divise in due gruppi e le vincitrici di ogni gruppo si affrontano nella finale.

## Punti e montepremi
Il montepremi del WTA Elite Trophy 2015 ammonta a 2 150 000$.
| Fase                      | Singolare      | Singolare | Doppio        | Doppio |
| Fase                      | Montepremi     | Punti     | Montepremi    | Punti  |
| ------------------------- | -------------- | --------- | ------------- | ------ |
| Campionessa/e             | RR1 + 450 000$ | RR + 460  | RR1 + 20 000$ | N.D.   |
| Finale                    | RR + 150 000$  | RR + 200  | RR1 + 10 000$ | N.D.   |
| Semifinale                | RR + 15 000$   | RR        | N.D.          | N.D.   |
| Round Robin per vittoria  | 92 500$        | 120       | 5000$         | N.D.   |
| Round Robin per sconfitta | 20 000$        | 40        | N.D.          | N.D.   |
| Partecipazione            | N.D.           | N.D.      | 15 000$       | N.D.   |
| Alternate                 | 10 000$        | N.D.      | N.D.          | N.D.   |

- 1 vittorie e punti guadagnati nel round robin.

## Qualificate

### Singolare
| Teste di serie | Giocatrice           | Punti | Tornei |
| -------------- | -------------------- | ----- | ------ |
| 1              | Venus Williams       | 3,091 | 17     |
| 2              | Carla Suárez Navarro | 3,030 | 24     |
| 3              | Karolína Plíšková    | 2,955 | 25     |
| 4              | Roberta Vinci        | 2,655 | 24     |
| 5              | Caroline Wozniacki   | 2,641 | 23     |
| 6              | Sara Errani          | 2,525 | 25     |
| 7              | Madison Keys         | 2,495 | 18     |
| 8              | Elina Svitolina      | 2,410 | 24     |
| 9              | Jelena Janković      | 2,345 | 24     |
| 10             | Andrea Petković      | 2,106 | 24     |
| 11             | Svetlana Kuznetsova  | 1,847 | 19     |
| 12             | Zheng Saisai [WC]    | 789   | 26     |

### Doppio
| Teste di serie | Giocatrice                                       | Punti | Tornei |
| -------------- | ------------------------------------------------ | ----- | ------ |
| 1              | Klaudia Jans-Ignacik / Andreja Klepač            | 1,339 | 14     |
| 2              | Anabel Medina Garrigues / Arantxa Parra Santonja | 1,751 | 14     |
| 3              | Gabriela Dabrowski / Alicja Rosolska             | 1,415 | 20     |
| 4              | Liang Chen / Wang Yafan [WC]                     | 963   | 7      |
| 5              | Ljudmyla Kičenok / Nadežda Kičenok               | 1,235 | 13     |
| 6              | Xu Shilin / You Xiaodi [WC]                      | 180   | 1      |

## Testa a testa
WTA Elite Trophy 2015 - Singolare
| #  | Giocatrice           | Williams | Suárez Navarro | Plíšková | Vinci | Wozniacki | Errani | Keys | Svitolina | Janković | Petkovic | Kuznetsova | Zheng | Totale | YTD   |
| -- | -------------------- | -------- | -------------- | -------- | ----- | --------- | ------ | ---- | --------- | -------- | -------- | ---------- | ----- | ------ | ----- |
| 1  | Venus Williams       |          | 3–3            | 0–0      | 4–0   | 7–0       | 3–1    | 1–1  | 1–0       | 6–7      | 2–2      | 4–4        | 0–0   | 31–18  | 37–13 |
| 2  | Carla Suárez Navarro | 3–3      |                | 3–2      | 4–1   | 1–4       | 3–7    | 0–1  | 1–1       | 2–5      | 3–2      | 3–3        | 0–0   | 23–29  | 40–23 |
| 3  | Karolína Plíšková    | 0–0      | 2–3            |          | 0–2   | 0–3       | 0–1    | 0–0  | 3–0       | 0–1      | 1–2      | 0–0        | 1–0   | 7–12   | 49–24 |
| 4  | Roberta Vinci        | 0–4      | 1–4            | 2–0      |       | 2–3       | 4–6    | 2–0  | 1–1       | 2–5      | 1–1      | 2–3        | 0–0   | 16–27  | 31–24 |
| 5  | Caroline Wozniacki   | 0–7      | 4–1            | 3–0      | 3–2   |           | 3–1    | 0–0  | 0–0       | 5–5      | 4–1      | 6–4        | 1–0   | 29–21  | 39–22 |
| 6  | Sara Errani          | 1–3      | 7–3            | 1–0      | 6–4   | 1–3       |        | 1–0  | 1–0       | 3–1      | 3–2      | 1–6        | 2–0   | 27–20  | 48–26 |
| 7  | Madison Keys         | 1–1      | 1–0            | 0–0      | 0–2   | 0–0       | 0–1    |      | 1–0       | 1–3      | 0–1      | 2–0        | 0–0   | 6–8    | 30–17 |
| 8  | Elina Svitolina      | 0–1      | 1–1            | 0–3      | 1–1   | 0–0       | 0–1    | 0–1  |           | 0–2      | 1–0      | 1–0        | 0–0   | 4–10   | 38–23 |
| 9  | Jelena Janković      | 7–6      | 5–2            | 1–0      | 5–2   | 5–5       | 1–3    | 3–1  | 2–0       |          | 2–4      | 8–6        | 2–1   | 41–30  | 43–19 |
| 10 | Andrea Petković      | 2–2      | 2–3            | 2–1      | 1–1   | 1–4       | 2–3    | 1–0  | 0–1       | 4–2      |          | 4–2        | 0–0   | 19–19  | 31–10 |
| 11 | Svetlana Kuznetsova  | 4–4      | 3–3            | 0–0      | 3–2   | 4–6       | 6–1    | 0–2  | 0–1       | 6–8      | 2–4      |            | 0–0   | 28–31  | 27–18 |
| 12 | Zheng Saisai         | 0–0      | 0–0            | 0–1      | 0–0   | 0–1       | 0–2    | 0–0  | 0–0       | 1–2      | 0–0      | 0–0        |       | 1–6    | 29–25 |

## Campionesse

### Siingolare
Venus Williams ha sconfitto in finale  Karolína Plíšková con il punteggio di 7–5, 7–6(6).
- È il quarantottesimo titolo in carriera per la Williams, terzo della stagione.

### Doppio
Liang Chen/  Wang Yafan hanno sconfitto in finale  Anabel Medina Garrigues /  Arantxa Parra Santonja con il punteggio di 6–4, 6–3.